# Academisch Ziekenhuis Paramaribo
Het Academisch Ziekenhuis Paramaribo (AZP) is het academisch ziekenhuis van Suriname. Het staat aan de Flustraat in Paramaribo. Het werd in 1965 in Paramaribo in gebruik genomen, toen nog onder de naam Centraal Ziekenhuis. Het had in de beginjaren een capaciteit van 350 bedden. De officiële opening vond op 9 maart 1966 plaats.
Toen de Universiteit van Suriname op 26 september 1969 een medische faculteit instelde, werd de naam naar academisch ziekenhuis aangepast. In 1973 werd het ziekenhuis een landsbedrijf.

## Tekorten in de zorg van het AZP
In 2024 heeft een groep medische specialisten van het Academisch Ziekenhuis Paramaribo (AZP) alarm geslagen over de schrijnende tekorten aan gespecialiseerd personeel, medicamenten en verbruiksartikelen in het ziekenhuis.

## Monumenten
In het ziekenhuis staan enkele beelden.
| Artikel                       | Type       | Omschrijving                                       | Foto | Kunstenaar       | Onthulling |
| ----------------------------- | ---------- | -------------------------------------------------- | ---- | ---------------- | ---------- |
| Borstbeeld van Sophie Redmond | borstbeeld | Sophie Redmond, eerste vrouwelijke creoolse dokter |      | Jo Rens          | onbekend   |
| Borstbeeld van Paul Flu       | borstbeeld | Paul Flu, pionier hygiënewetenschappen             |      | Jaap Gutterswijk | onbekend   |